# Ẑ
Ẑ 또는 ẑ (Z 곡절 부호)는 확장 로마자의 일부이다. ISO 9 음역 표준 계열에서 키릴 문자 Ѕ의 음역에 사용되고, 드물게 한어병음에서 zh의 약어로 사용된다.